# Mythic Entertainment
Mythic Entertainment (в разные годы также носила названия Interworld Productions, EA Mythic и Bioware Mythic) — американская компания-разработчик компьютерных игр, чей главный офис находится в городе Фэйрфакс, штат Виргиния.

## История
Компания была официально зарегистрирована 10 октября 1995 года под названием Interworld Productions; в конце 1997 года компания была переименована в Mythic Entertainment. Interworld Productions возникла в результате слияния двух компаний по разработке компьютерных онлайн-игр: Adventures Unlimited Software Inc. (AUSI) и Interesting Systems Inc. (ISI). Основатель AUSI Марк Джейкобс стал в новой компании генеральным директором; бывший руководитель ISI Роб Дентон занял кресло главного операционного директора. В 1990-х годах Mythic занималась разработкой игр как самостоятельно, так и в партнерстве с различными компаниями, в том числе Abandon Entertainment, Vivendi Universal, France Telecom и America Online. В 2002 году Mythic носила титул самой быстро растущей высокотехнологической компании Северной Америки, стремительно продвигаясь по рейтингам Deloitte Technology Fast 500 и Fast 50. В начале работы в студии было лишь 13 сотрудников; в 2005 году их количество достигало 170; Марк Джейкобс в 2002 году отмечал, что число программистов в студии увеличилось с 3 человек до 45. 
Наиболее успешным проектом Mythic стала её первая массовая многопользовательская ролевая онлайн-игра Dark Age of Camelot, запущенная в 2001 году. Mythic к этому времени имела опыт создания как онлайн-шутеров наподобие Aliens Online, так и ролевых онлайн-игр, рассчитанных на относительно небольшое количество игроков; по словам Джейкобса, эти проекты приносили разработчикам не только опыт, но и нечто ещё более ценное — программный код, который можно было использовать повторно. Одна из ключевых концепций Dark Age of Camelot, режим Realm vs Realm — сражения между командами игроков, относящихся к разным «королевствам» — была почерпнута из ранее выпущенной Mythic текстовой онлайн-игры Darkness Falls: The Crusade. Dark Age of Camelot предлагала игрокам три «королевства» на выбор, основанных соответственно на британской артуриане, ирландской и скандинавской мифологии и культуре. 
20 июля 2006 года Mythic Entertainment была приобретена Electronic Arts и переименована в EA Mythic. Спустя два года компании вернули прежнее имя — Mythic Entertainment. В 2008 году была запущена вторая массовая многопользовательская ролевая онлайн-игра Warhammer Online: Age of Reckoning, основанная на вселенной Warhammer Fantasy; эта игра также использовала в качестве ключевой составляющей режим Realm vs Realm и по сравнению с основным конкурентом — World of Warcraft — была в значительно большей степени ориентирована на сражения между игроками. Игре, однако, не удалось добиться прорывного успеха — количество игроков достигло максимума в 750 тысяч в сентябре 2008 года и упало более чем вдвое к лету следующего года, и Electronic Arts отключила 63 сервера игры — на них просто не набиралось достаточного количества игроков.
В июне 2009 года Electronic Arts объявила о включении Mythic во внутреннюю группу студий, занимающуюся компьютерными ролевыми играми и массовыми многопользовательскими играми; руководство этой группой было поручено директорам Bioware Рэю Музике и Грегу Зещуку. 23 июня 2009 года руководитель Mythic Марк Джейкобс покинул собственную компанию; его место занял Роб Дентон. В ноябре этого же года  Electronic Arts уволила в общей сложности 1500 сотрудников из разных своих студий — Mythic была особенно тяжело задета этим массовым сокращением; по сообщению GameSpot, студия потеряла до трети сотрудников. В 2009 году Electronic Arts переименовала студию в BioWare Mythic, однако в 2012 году студия вновь вернула себе первоначальное название.
В 2013 году Electronic Arts и Mythic анонсировали мобильную стратегическую игру Dungeon Keeper — перезагрузку одноименной игры 1997 года. Эта игра, выпущенная в январе 2014 года, обернулась громким провалом, в том числе и из-за утраты характерного стиля Dungeon Keeper, но прежде всего из-за агрессивной монетизации, построенную на микротранзакциях: практически любые, даже самые простые действия в игре требовали либо долгого ожидания — вплоть до суток — либо вложений реальных денег. Генеральный директор Electronic Arts Эндрю Уилсон признавал в интервью, что компания «неправильно оценила» экономику игры; создатель оригинальной Dungeon Keeper Питер Молиньё, также оставшийся недовольным игрой, призывал винить не разработчиков из Mythic, а аналитиков, навязавших им проверенные на других мобильных играх, но чуждые геймплею Dungeon Keeper приемы монетизации.
29 мая 2014 года Electronic Arts закрыла студию. Издатель объяснил закрытие желанием сконцентрировать разработку мобильных игр в других студиях и обещал, что окажет уволенным сотрудникам помощь в поиске работы внутри или за пределами компании. Часть сотрудников Mythic сразу же после закрытия учредила собственную независимую студию Dodge Roll, которая разработала и выпустила игру Enter the Gungeon. По словам Дэйва Крукса, одного из основателей Dodge Roll, он и его коллеги видели, что дни Mythic сочтены, и откладывали деньги, чтобы создать собственную студию «в конце лета [2014 года]»; внезапное майское решение Electronic Arts прекратить существование Mythic оказалось неожиданным даже для них

## Разработанные игры
| Год                        | Название                                | Платформы                  | Примечания                        |
| Как Interworld Productions | Как Interworld Productions              | Как Interworld Productions | Как Interworld Productions        |
| -------------------------- | --------------------------------------- | -------------------------- | --------------------------------- |
| 1996                       | Dragon's Gate                           | Microsoft Windows          |                                   |
| 1996                       | Rolemaster: Magestorm                   | Microsoft Windows          |                                   |
| Как Mythic Entertainment   |                                         |                            |                                   |
| 1998                       | Aliens Online                           | Microsoft Windows          |                                   |
| 1998                       | Godzilla Online                         | Microsoft Windows          |                                   |
| 1998                       | Starship Troopers: Battlespace          | Microsoft Windows          |                                   |
| 1999                       | Darkness Falls: The Crusade             | Microsoft Windows          |                                   |
| 1999                       | Spellbinder: The Nexus Conflict         | Microsoft Windows          |                                   |
| 2000                       | ID4 Online                              | Microsoft Windows          |                                   |
| 2001                       | Dark Age of Camelot                     | Microsoft Windows          |                                   |
| 2003                       | Dark Age of Camelot: Trials of Atlantis | Microsoft Windows          |                                   |
| 2004                       | Dark Age of Camelot: Catacombs          | Microsoft Windows          |                                   |
| 2005                       | Dark Age of Camelot: Darkness Rising    | Microsoft Windows          |                                   |
| 2008                       | Warhammer Online: Age of Reckoning      | Microsoft Windows          |                                   |
| 2009                       | Ultima Online: Stygian Abyss            | Microsoft Windows          |                                   |
| Как BioWare Mythic         |                                         |                            |                                   |
| 2011                       | Dragon Age II                           | Microsoft Windows          | Оказывала помощь BioWare Edmonton |
| 2011                       | Dragon Age II                           | PlayStation 3              | Оказывала помощь BioWare Edmonton |
| 2011                       | Dragon Age II                           | Xbox 360                   | Оказывала помощь BioWare Edmonton |
| Как Mythic Entertainment   |                                         |                            |                                   |
| 2013                       | Ultima Forever: Quest for the Avatar    | iOS                        |                                   |
| 2014                       | Dungeon Keeper                          | Android                    |                                   |
| 2014                       | Dungeon Keeper                          | iOS                        |                                   |